# Johnny Sins
Steven Wolfe (Pittsburgh, Pensilvania; 31 de diciembre de 1978), más conocido como Johnny Sins, es un actor pornográfico estadounidense. Ha aparecido en más de 2000 películas para adultos desde 2006 y ha sido nominado a varios premios, entre los que se incluye una nominación como mejor actor del año en los Premios AVN de 2015. Su presencia habitual en las producciones de la compañía Brazzers le ha otorgado cierta popularidad.
En 2016 ganó el premio XBIZ en la categoría Best Sex Scene - Vignette Release por Let’s Play Doctor.

## Biografía
Nació en 1978, en la ciudad de Pittsburgh, en la costa este de los Estados Unidos. Con 21 años, una amiga con la que había compartido clases en el instituto le propuso viajar a Los Ángeles para trabajar en el cine porno. Si bien descartó la idea, varios años después e incómodo en su trabajo en una empresa de construcción, la reconsideró y se mudó a la ciudad angelina donde encontró varios pequeños empleos para subsistir, mientras se presentaba a diferentes cástines. Poco después, con 28 años logró sus primeros papeles.
Intervino en Cheerleader, una producción de Digital Playground que fue la película más alquilada y vendida del año y que obtuvo hasta cuatro premios AVN de los nueve a los que aspiraba. Esta no fue la única participación de Sins para la compañía ese año ya que también rodó Mrs. Conduct dirigida por Celeste. De esta época son también sus primeros papeles para la compañía canadiense Brazzers, empresa con la que se le suele asociar habitualmente debido a su presencia recurrente en sus producciones a lo largo de su carrera. 
En 2013, rodó Secret Admirer dirigida por Jonathan Morgan de Wicked Pictures y que fue nominada en la categoría Best Romance Movie en los Premios AVN de 2014. También participó en All About Allie junto a Allie Haze, de Vivid y en Milf Revolution de Lisa Ann, premiada en los AVN como mejor película del género MILF. Ese mismo año, se difundió la falsa noticia de su muerte en un supuesto accidente automovilístico que realmente nunca tuvo lugar. El propio Sins se vio obligado a desmentir la noticia ante el gran revuelo que había causado.
En 2014 fue nominado a los premios XBIZ en la categoría de mejor actor del año, en gran parte por su trabajo en Bridesmaids de Digital Playground que recibió hasta seis nominaciones incluyendo mejor escena, mejor película y mejor director. En esa misma categoría repitió nominación en el año 2015, pero esta vez en los premios AVN.
En 2015, el sitio web Pornhub anunció un proyecto que contemplaba la posibilidad de hacer una película pornográfica en el espacio, cuyos protagonistas serían Sins y Eva Lovia. La película Sexplorations iba a ser rodada en 2016 a un costo de 3,4 millones de dólares, a través de una operación de recaudación de fondos en línea. Esto hubiera supuesto un hito en la historia de la industria pornográfica ya que habría sido la primera película grabada en el espacio. Sin embargo, la recaudación de fondos no dio el resultado deseado, alcanzando menos del 10% de la cantidad solicitada y el proyecto parece haber sido archivado por el momento.
En 2016, Johnny Sins ganó el XBIZ Award en la categoría "Mejor escena de sexo" por su actuación en la película Lets Play Doctor.
En 2017, Sins y su pareja, Kissa Sins, también actriz pornográfica, fundaron su propia compañía de producción, Sins Life.

## Nominaciones
Estas son las nominaciones de Sins a lo largo de su carrera.

### Premios AVN

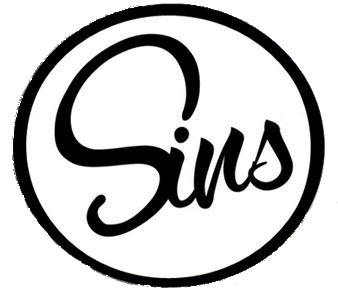
Logotipo de su productora pornográfica "Sins".

| Año  | Premio      | Categoría                      | Trabajo                     | Resultado |
| ---- | ----------- | ------------------------------ | --------------------------- | --------- |
| 2015 | Premios AVN | Male Performer of the Year     | -                           | Nominado  |
| 2012 | Premios AVN | Most Outrageous Sex Scene      | Introducing the Russo Twins | Nominado  |
| 2011 | Premios AVN | Best Couples Sex Scene         | Performers of the Year 2010 | Nominado  |
| 2010 | Premios AVN | Best Threeway Sex Scene        | Cum-Spoiled Sluts           | Nominado  |
| 2009 | Premios AVN | Best Group Sex Scene           | Cheerleaders                | Nominado  |
| 2009 | Premios AVN | Best Threeway Sex Scene        | Cheerleaders                | Nominado  |
| 2008 | Premios AVN | Best Couples Sex Scene - Video | Fuck Club                   | Nominado  |

### X-Rated Critics Organization
| Año  | Premio       | Categoría     | Trabajo | Resultado |
| ---- | ------------ | ------------- | ------- | --------- |
| 2009 | Premios XRCO | Best New Stud | -       | Nominado  |

### Premio XBIZ
| Año  | Premio      | Categoría                         | Trabajo           | Resultado |
| ---- | ----------- | --------------------------------- | ----------------- | --------- |
| 2016 | Premio XBIZ | Best Sex Scene - Vignette Release | Let’s Play Doctor | Ganador   |
| 2015 | Premio XBIZ | Best Scene - Vignette Release     | Doctor's Orders   | Nominado  |
| 2014 | Premio XBIZ | Best Scene - Feature Movie        | Bridesmaids       | Nominado  |
| 2014 | Premio XBIZ | Male Performer of the Year        | -                 | Nominado  |